# أدينا (ممثلة)
أدينا (بالإنجليزية: Adina)‏ هي عارضة ومغنية مؤلفة وممثلة جنوب أفريقية وغانية، ولدت في 3 أكتوبر 1989.